# ニンジャバットマン
『ニンジャバットマン』（英: Batman Ninja）は、DCコミックスが刊行する『バットマン』のキャラクターを原作とする2018年6月15日公開の日本の劇場アニメーション作品。

## 概要
本作のメディア展開はアメリカと日本で異なっている。アメリカではワンダーコン2018(2018年3月24日)にてワールドプレミアが開催、同年4月24日にネット配信、5月8日にBlu-ray/DVDが販売される。日本では映画として展開され、2018年6月15日から劇場公開される。なお、日本でもネット配信（バンダイチャンネル）されている。
続編『ニンジャバットマン対ヤクザリーグ』が2025年3月21日に配信開始。

## あらすじ
ブルース・ウェイン / バットマンは、アーカム・アサイラムにてゴリラ・グロッドが行なおうとする謎の実験を食い止めようとする。しかし装置は起動してしまい、ブルースはアーカム・アサイラムごと消えてしまった。
気付くと、ブルースは戦国時代の日本にタイムスリップしていた。面をつけた侍に追われる中、セリーナ・カイル / キャットウーマンと再会する。セリーナ曰く、ゴリラの開発した時空震エンジンの影響により、あのときアーカム・アサイラムにいたヴィランたちとセリーナは、ブルースが到着した時間より2年前の日本にタイムスリップしており、ヴィランたちはそれぞれ既存の戦国大名に成り代わり、諸国を支配していた。そして最大の勢力となりつつあるのが、宿敵・ジョーカーと、それに従うハーレイ・クインの一味だった。しかもジョーカーは、タイムスリップの原因となった時空震エンジンを所有していた。ブルースはすべてのヴィランたちを捕まえ、時空震エンジンを確保、21世紀へ戻ることを決める。
ブルースは、セリーナとともにタイムスリップしていた執事のアルフレッド・ペニーワースとも再会する。彼が整備していたバットモービルの無事を確認すると、一路ジョーカーの居城・亜火無城（アーカムじょう）へ向かった。だが、巨大ロボへ変形する城と、ベインの妨害に敗北するブルース。窮地に陥る彼を、無数のコウモリが救った。
ブルースを救ったのは、ナイトウィングとレッドロビン、そしてこの時代の飛騨を根城とするニンジャ集団・コウモリ衆だった。彼らは、一族に伝わる「日本を救うコウモリの面をつけたニンジャ」として、ブルースをお頭と仰ぐのだった。コウモリ衆の村へ連れられたブルースは、ロビンとも再会し、セリーナ、アルフレッドとも合流。そこにゴリラからの招待状が届く。山間の温泉で、ゴリラはブルースに共闘を申し出、ブルースはそれを承諾する。
飛騨の川で、ゴリラの「バットマンの居所を教える」という申し出に釣られたジョーカーが現れる。そこで身を隠していたバットファミリーとコウモリ衆が強襲、戦いの幕が上がる。戦いの末にブルースはジョーカーを捕えるが、ゴリラが反逆、密約を交わしていたトゥーフェイスの船で、ジョーカーの船は沈没させられる。トゥーフェイスに殺されるくらいなら、と自爆したジョーカーとともに。
21世紀に戻りたいセリーナは、ハーレイが持っていた時空震エンジンのパーツ・時空震コンバータを土産に、ゴリラの配下に着く。ジョーカーに代わって亜火無城を乗っ取ったゴリラは、同じように時空震コンバータを所有し、居城をロボ化しているヴィラン大名たちに、富士山麓・地獄が原での決戦を布告する。
一方、何とか生き延びたブルースは、改めて未来へ帰るため、ゴリラとの決戦に備えてコウモリ衆の村で準備を始める。その最中、山奥で南蛮人のファーマー（農家）がいると噂に聞き、尋ねる。予想通り、ファーマーはジョーカーとハーレイだった。先に訪れていたレッドフードはジョーカーたちを捕まえるべきだと主張したが、ジョーカーたちは記憶を失っており、ブルースに対する敵意はなかった。「やっと花が咲いた」と喜ぶ二人を置き、ブルースはレッドフードとともに村へ帰った。
一か月後、ついにヴィラン大名たちの城が完成し、地獄が原での決戦が始まった。ペンギン、ポイズンアイビー、デスストローク、トゥーフェイス、ゴリラの城が激突する中、バットファミリーとコウモリ衆も参戦する。ヴィランたちの戦いはやがてゴリラの亜火無城が勝利。更にゴリラは他のヴィランを洗脳、すべての城を合体させようとする。そこに記憶を取り戻したジョーカーが現れ、ゴリラとセリーナをしびれ花の花粉で行動不能にし、亜火無城を取り戻す。そしてついに城は合体し、巨大ロボ・超絶天魔王キングジョーカーが完成する。
絶体絶命の状況の中、傷ついたゴリラはロビンに、配下の猿たちを操る笛を渡す。それによって無数の猿たちを味方につけたバットファミリーは、猿たちの巨大な組み体操でキングジョーカーの半分ほどの大きさの巨大装甲猿を作り出し、キングジョーカーへの侵入を試みる。一時はキングジョーカーの火炎放射でピンチに陥るものの、コウモリ衆の操るコウモリとも合体、巨大なバットマンを作り出し、キングジョーカーを殴りつけた。
行動不能となったキングジョーカーの内部でバットファミリーとヴィラン大名との戦いが始まる。ファミリーと猿たちの協力で崩壊し、炎上する城の天守閣上で激突するブルースとジョーカー。ブルースはコウモリ衆から学んだ忍術を駆使し、遂にジョーカーを打ち倒した。
すべてのヴィランを捕まえたバットファミリーは、コウモリ衆に礼を言い、時空震エンジンを起動、現代へ帰還。消えたアーカム・アサイラムの代わりに現れた、崩壊したキングジョーカーを前に呆然とするジェームズ・ゴードン刑事らにヴィランを引き渡した。セリーナは、戦国時代から持って帰った年代物の壺を骨とう品店に売り渡した。そしてブルースは、ゴッサム市長との会食のため、アルフレッドが操る和風の馬車に乗り、懐かしきゴッサムシティを駆けるのだった。

## 登場人物

### バットファミリー
バットマン / ブルース・ウェイン
ほかの未来人より2年後の世界に現れる。
飛影蝙蝠侠センゴクバットマン
最新の装備を失ったバットマンが蝙蝠衆から受け取った仮面と鎧や装備を付けた姿。
忍者蝙蝠侠ニンジャバットマン
ジョーカーとの決戦時に更に変化した蝙蝠を纏った姿。
キャットウーマン / セリーナ・カイル
バットマンに協力していたが、現代に戻りたいがためゴリラ・グロッド側につく。
ロビン / ダミアン・ウェイン
飛騨の蝙蝠衆に身を寄せている。子猿モンキチを連れている。
レッドロビン/ ティム・ドレイク
飛騨の蝙蝠衆に身を寄せている。忍者の姿。
ナイトウィング / ディック・グレイソン
飛騨の蝙蝠衆に身を寄せている。忍者の姿。
レッドフード / ジェイソン・トッド
虚無僧の姿で、諸国のヴィランを調査している。
アルフレッド・ペニーワース
戦国時代でも執事の姿で奉仕する。

### ヴィラン大名
第六天魔王ジョーカー
尾張の国を支配する。バットマンに破れ一度はハーレイ・クインと共に百姓に身を窶すが復活しゴリラ・グロッドの計画を乗っ取る。
魔小姓ハーレイ・クイン / ハーリーン・クインゼル
ジョーカーに常に付き従う。太鼓の様なハンマーを使う。
ゴリラ・グロッド
事件の引き金となったタイムリープを開発した。横笛で猿を操ることができる。
美毒麗将ポイズン・アイビー / パメラ・リリアン・アイズリー
越後の国を支配する。
独眼銃正宗デスストローク / スレイド・ウィルソン
陸奥の国を支配する。
風林火鳥ペンギン / オズワルド・コブルポット
甲斐の国を支配する。部下の兵士もペンギン。
双面武神トゥーフェイス / ハーヴェイ・デント
近江の国を支配する。
横綱仮面ベイン
武将ではなく力士の姿でジョーカーの手下として登場する。

### その他
影闇（かげやみ）
ニンジャ軍団・コウモリ衆の頭目。ブルースがいる間は、ブルースをコウモリ衆の伝説に伝えられるコウモリ忍者として仰ぎ、配下のニンジャ共々、彼をサポートする。
ジェームズ・ゴードン
ゴッサム市警本部長。エンディングにのみ登場。
ハーベイ・ブロック
ゴッサム市警刑事。エンディングにのみ登場。

## メカニック
バットモービル
アルフレッドと共にこの時代に出現したバットマン専用車。バットウィング（飛行機）、バットポッド（バイク）、装甲蝙蝠侠アーマード・バットマン（パワードスーツ）に変形する。
時空震エンジン / 時空震コンバータ
ゴリラ・グロッドの開発したタイムリープ装置。
亜火無城（アーカムじょう）
ジョーカーの天守閣。心臓部に時空震エンジンがある。ジョーカー行方不明後はゴリラ・グロッドが使用する。合体時は胴体を構成。
難攻不落の鳥人城（ちょうじんじょう）
ペンギンの天守閣ロボ。機動力が高く傘を使う。合体時は左腕を構成。
百花繚乱の樹毒城（じゅどくじょう）
ポイズン・アイビーの天守閣ロボ。触手を使う。合体時は左足を構成。
一触即発の撃砲城（げきほうじょう）
デスストークの天守閣ロボ。多数の砲塔を装備。合体時は右腕を構成。
表裏一体の双面城（そうめんじょう）
トゥーフェイスの天守閣ロボ。天守の下は阿修羅観音の様な姿をしている。合体時は右足を構成。
超絶天魔王キングジョーカー
5体の城ロボが五城合体した巨大ロボット。頭部はジョーカーの使用した気球を被せている。ゴリラ・グロッドが合体させようとしたがジョーカーが奪い返した。メイン武器は火炎道化砲。

## キャスト
| 役名                       | 原語版     | 英語吹き替え               |
| -------------------------- | ---------- | -------------------------- |
| バットマン                 | 山寺宏一   | ロジャー・クレイグ・スミス |
| ジョーカー                 | 高木渉     | トニー・ヘイル             |
| キャットウーマン           | 加隈亜衣   | グレイ・デリスル           |
| ハーレイ・クイン           | 釘宮理恵   | タラ・ストロング           |
| ゴリラ・グロッド           | 子安武人   | フレッド・タタショア       |
| ポイズン・アイビー         | 田中敦子   | タラ・ストロング           |
| デスストローク             | 諏訪部順一 | フレッド・タタショア       |
| ペンギン                   | チョー     | トム・ケニー               |
| トゥーフェイス             | 森川智之   | エリック・バウザ           |
| ベイン                     | 三宅健太   | -                          |
| ロビン                     | 梶裕貴     | ユーリ・ローエンタール     |
| レッドロビン               | 河西健吾   | ウィル・フリードル         |
| ナイトウィング             | 小野大輔   | アダム・クロアズデル       |
| レッドフード               | 石田彰     | ウィル・フリードル         |
| アルフレッド・ペニーワース | 大塚芳忠   | アダム・クロアズデル       |
| 影闇                       | 上田燿司   | マシュー・ヤン・キング     |
| モン吉                     | 麦穂あんな | -                          |
| モン美                     | 長妻樹里   | -                          |

## スタッフ
- 原作 - DCコミックス
- 監督 - 水崎淳平
- 脚本 - 中島かずき
- 音楽 - 菅野祐悟
- 製作 - 高橋雅美
- キャラクターデザイン - 岡崎能士
- 設定考証 - 堺三保
- パート監督 - 高木真司、山元隼一、森田修平
- 絵コンテ - ロマのフ比嘉、山元隼一、森田修平
- メカデザイン - 曽野由大、桟敷大祐、岡崎能士、権瓶彰
- バットサイクル / アーマードバットマンデザイン - 荒牧伸志
- コンセプトアート - 鈴木理
- イメージボード - 木崎文智、JOOYO Chang
- CGI監督 - 澤田覚史、水野貴信
- CGI制作協力 - ラピス、カラー
- チーフモデラー - 石川優希
- チーフロボモデラー - 権瓶彰
- アニメーションチーフ - 坂本隆輔、吉野功一
- 色彩設計 - 木村聡子
- 美術監督 - 野村正信
- テクスチャチーフ - 齋藤弘光
- コンポジットディレクター - 先名美帆
- 編集 - 廣瀬清志
- 音響監督 - 岩浪美和
- 音響効果 - 小山恭正
- 録音 - 山口貴之
- 音楽プロデューサー - 土肥範子
- 音楽制作 - ワーナー ブラザース ジャパン、ワンミュージック
- 宣伝統括 - 廣村織香
- 宣伝プロデューサー - 前田有望
- 制作プロデューサー - 清水一達
- アニメーションプロデューサー - 里見哲朗
- アニメーションプロデュース - バーナムスタジオ
- 劇場映画統括 - 山田邦雄
- プロデュース - 川瀬浩平
- プロデューサー - 山口貴也
- アシスタントプロデューサー - Elaine Chuang、住谷萌
- 配給 - ワーナー・ブラザース
- アニメーション制作 - 神風動画×YAMATOWORKS
- 製作 - ワーナー ブラザース ジャパン、DCエンターテインメント（クレジット無し）、ワーナー・ブラザース・アニメーション（クレジット無し)

## 評価
Rotten Tomatoesには11件のレビューが寄せられ支持率73%、平均評価6.5/10となっている。IGNは9.7/10のスコアを与え、「DCはビジョンを持つ日本のアニメーターを招き入れて、最も愛されているキャラクターの一つに新しい試みを行い、完成した作品はそれまでの偉大な脚色に基いて構築されただけではなく、それらを上回った」と批評している。
アニメ雑誌『アニメディア』2019年2月号には本作のDVDのクロスレビューが掲載された。5人のレビュアーが5点満点中5,3,5,5,5点をつけ、高く評価されている。5点を付けたレビュアーの中で、フリーライターの大仏三郎は「全編激しいバトルの連続で、息つく暇もなく映像に飲み込まれる」と指摘し、漫画家のぶるマほげろーは本作の映像技術を評価したものの、終盤の「自主制作アニメ的な展開」をマイナス評価した。3点を付けた漫画家のあさりよしとおは、目まぐるしい展開が飽きさせないとしたものの伏線の回収が中途半端と指摘した。

## 漫画
『月刊ヒーローズ』7月号（2018年6月1日発売）から、久正人によるコミカライズ作品が掲載されている。
2021年、第51回星雲賞コミック部門を受賞した。

## コラボ映像
- 「ポプテピピック」×『ニンジャバットマン』コラボ

2018年3月26日配信の『ポプテピピック』とのコラボCM。
スタッフ
- 監督 - 水﨑淳平
- 脚本 - 中島かずき
- キャラクターデザイン - 岡崎能士
- 音楽 - 菅野祐悟
- アニメーション制作 - 神風動画

## フィギュア
- S.H.Figuarts ニンジャバットマン

BANDAI SPIRITSより2018年6月発売。
- S.H.Figuarts 第六天魔王ジョーカー

BANDAI SPIRITSより2018年7月発売。
- figma ニンジャバットマン
- figma ニンジャバットマン DX戦国エディション

グッドスマイルカンパニーより2019年1月発売。DX戦国エディションは、ニンジャバットマンから戦国バットマンに換装が可能。
- ニンジャバットマン TAKASHI OKAZAKI Ver.

グッドスマイルカンパニーより2019年4月発売。1/6スケールスタチュー。
- プレミアムマスターライン ニンジャバットマン

プライム1スタジオより2019年4月発売。DX版は日本画風スクリーン台座付属。
- 「えいえい！ 怒った？」「怒ってないよ」

発売予定なし。AnimeJapan 2018で、4コマ漫画『ポプテピピック』とのコラボレーションが行われねんどろいどが制作されている。

## 対戦型格闘ゲーム
DCコミックスのキャラクターで戦う『インジャスティス2』のモバイル版に、ニンジャバットマンのデザインのバットマン、キャットウーマン、ジョーカー、ハーレイ・クイン、ダミアン・ウェインがプレイアブルキャラクターとして登場している。
「Injustice 2 Mobile - Batman Ninja!」 - YouTube

### 雑誌記事
- 「DVD CROSS REVIEW ニンジャバットマン」『アニメディア』2019年2月号、学研プラス、2019年1月10日、162頁。 - Kindle Unlimitedにて閲覧。